# Ligue de diamant 2010
Navigation
La 1re édition de la Ligue de diamant (2010 IAAF Diamond League en anglais), série de quatorze meetings internationaux régie par l'IAAF et remplaçant le circuit de la Golden League, se déroule du 14 mai au 27 août 2010.
La compétition débute le 14 mai 2010 à Doha, au Qatar, puis fait successivement étape à Shanghai, Oslo, Rome, New York, Eugene, Lausanne, Gateshead, Paris, Monaco, Stockholm et Londres. Les finales de cette première édition de la Ligue de diamant se déroulent à Zurich le 19 août et à Bruxelles le 27 août.
Trente-deux épreuves (16 masculines et 16 féminines) composent le programme de cette Ligue de diamant 2010.

## Organisation

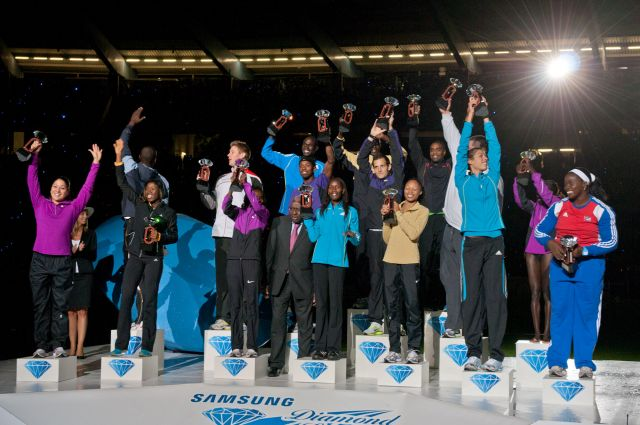
Lauréats de la Ligue de diamant 2010 lors du meeting de Bruxelles

### Format
Contrairement à la Golden League qui se limitait à 10 épreuves par meeting, la Ligue de Diamant accueille 16 épreuves de l'athlétisme réparties sur l'ensemble des meetings disputés durant l'année. Chaque épreuve donne lieu à des points attribués en fonction des performances : 4 points pour le premier, 2 points pour le deuxième et 1 point pour le troisième, les points étant doublés lors de la finale. L'athlète en tête du classement général d'une épreuve remporte un gain de 40 000 dollars à condition de participer à la finale. L'athlète ayant cumulé le plus grand nombre de points durant l'année remporte un diamant de 4 carats, d’une valeur d'environ 80 000 dollars.
Seize disciplines figurent au programme de La Ligue de diamant 2010.
| Sprint            | Demi-fond            | Fond    | Haies                                         | Sauts                                                         | Lancers                                            |
| ----------------- | -------------------- | ------- | --------------------------------------------- | ------------------------------------------------------------- | -------------------------------------------------- |
| 100 m 200 m 400 m | 800 m 1 500 m / Mile | 5 000 m | 100 / 110 m haies 400 m haies 3 000 m steeple | Saut en hauteur Saut à la perche Saut en longueur Triple saut | Lancer du poids Lancer du javelot Lancer du disque |

### Ambassadeurs
Afin de s'assurer de la présence d'athlètes de renom lors des 14 meetings du circuit de la Ligue de diamant, l'IAAF décide de mettre sous contrat 14 ambassadeurs qui doivent participer à au moins la moitié des réunions, dont la finale à Zurich ou Bruxelles. Les ambassadeurs de l'édition 2010 sont : Usain Bolt, Tyson Gay, Asafa Powell, Shelly-Ann Fraser, Allyson Felix, Sanya Richards, Kenenisa Bekele, Steven Hooker, Yelena Isinbayeva, Blanka Vlašić, Valerie Vili, Andreas Thorkildsen, Tero Pitkämäki et Barbora Špotáková.

### Calendrier
| #  | Date            | Lieu      | Meeting                  | 100 | 200 | 400 | 800 | 1500 | 5000 | Stee | 110h | 400h | Haut | Long | Trip | Perc | Poid | Disq | Jave |
| -- | --------------- | --------- | ------------------------ | --- | --- | --- | --- | ---- | ---- | ---- | ---- | ---- | ---- | ---- | ---- | ---- | ---- | ---- | ---- |
| 1  | 14 mai 2010     | Doha      | Qatar Athletic           | H   | F   | F   | H   | F    | H    | H    | F    | H    | F    |      | H    | F    | H    | F    | F    |
| 2  | 23 mai 2010     | Shanghai  | Golden Grand Prix        | F   | H   | H   | F   | H    | F    | F    | H    | F    | H    | H    | F    | H    | F    | H    |      |
| 3  | 4 juin 2010     | Oslo      | Bislett Games            | H   | F   | F   | H   | H    | H    | F    | F    | H    | F    | F    |      | H    | H    | F    | H    |
| 4  | 10 juin 2010    | Rome      | Golden Gala              | F   | H   | H   |     | F    | H    | F    | H    | F    | F    | H    | F    | F    | H    | H    |      |
| 5  | 12 juin 2010    | New York  | Adidas Grand Prix        | H   | F   |     | H   | F    | F    | H    | F    | H    | H    | F    | H    | H    | F    | F    | H    |
| 6  | 3 juillet 2010  | Eugene    | Prefontaine Classic      | F   | H   | F   | F   | H    | H    | F    | H    | F    |      | H    | F    | F    | H    | H    | F    |
| 7  | 8 juillet 2010  | Lausanne  | Athletissima             | F   | H   | H   | H   | F    | F    | H    | F    | H    | H    | F    | F    | H    |      | F    | H    |
| 8  | 10 juillet 2010 | Gateshead | Aviva British Grand Prix | F   | H   | F   | F   | H    | H    | H    |      | F    | H    | H    | H    | F    | F    | H    | F    |
| 9  | 16 juillet 2010 | Paris     | Meeting Areva            | H   | F   | H   | H   | F    | F    | H    | H    |      | F    | F    | H    | H    | F    | F    | H    |
| 10 | 22 juillet 2010 | Monaco    | Herculis                 | F   | H   | H   | F   | H    | F    |      | H    | F    | H    | H    | F    | F    | F    | H    | F    |
| 11 | 6 août 2010     | Stockholm | DN Galan                 | H   | F   | F   | H   | F    | H    | F    | F    | H    | F    | F    | H    | F    | H    |      | H    |
| 12 | 13-14 août 2010 | Londres   | London Grand Prix        | H   | F   | HF  | F   | HF   | F    | HF   | HF   | HF   | HF   | HF   | HF   | H    | HF   | HF   | HF   |
| 13 | 19 août 2010    | Zurich    | Weltklasse               | F   | H   | HF  |     | F    | H    | H    | H    | F    | H    | HF   |      | F    | F    | H    | F    |
| 14 | 27 août 2010    | Bruxelles | Mémorial Van Damme       | H   | F   |     | HF  | H    | F    | F    | F    | H    | F    |      | HF   | H    | H    | F    | H    |

| H | Épreuves masculines | F | Épreuves féminines |  | Finales |

## Palmarès 2010
| Hommes            | Hommes              | Hommes  |
| ----------------- | ------------------- | ------- |
| 100 m             | Tyson Gay           | détails |
| 200 m             | Wallace Spearmon,   | détails |
| 400 m             | Jeremy Wariner      | détails |
| 800 m             | David Rudisha       | détails |
| 1 500 m / Mile    | Asbel Kiprop        | détails |
| 5 000 m           | Imane Merga         | détails |
| 110 m haies       | David Oliver        | détails |
| 400 m haies       | Bershawn Jackson    | détails |
| 3 000 m steeple   | Paul Kipsiele Koech | détails |
| Saut en longueur  | Dwight Phillips     | détails |
| Triple saut       | Teddy Tamgho        | détails |
| Saut en hauteur   | Ivan Ukhov          | détails |
| Saut à la perche  | Renaud Lavillenie   | détails |
| Lancer du poids   | Christian Cantwell  | détails |
| Lancer du disque  | Piotr Małachowski   | détails |
| Lancer du javelot | Andreas Thorkildsen | détails |

| Femmes            | Femmes                  | Femmes  |
| ----------------- | ----------------------- | ------- |
| 100 m             | Carmelita Jeter         | détails |
| 200 m             | Allyson Felix           | détails |
| 400 m             | Allyson Felix           | détails |
| 800 m             | Janeth Jepkosgei        | détails |
| 1 500 m           | Nancy Lagat             | détails |
| 3 000 / 5 000 m   | Vivian Cheruiyot        | détails |
| 100 m haies       | Priscilla Lopes-Schliep | détails |
| 400 m haies       | Kaliese Spencer         | détails |
| 3 000 m steeple   | Milcah Cheywa           | détails |
| Saut en longueur  | Brittney Reese          | détails |
| Triple saut       | Yargelis Savigne        | détails |
| Saut en hauteur   | Blanka Vlašić           | détails |
| Saut à la perche  | Fabiana Murer           | détails |
| Lancer du poids   | Nadzeya Astapchuk       | détails |
| Lancer du disque  | Yarelis Barrios         | détails |
| Lancer du javelot | Barbora Špotáková       | détails |

## Résultats

### Hommes

#### Courses
| #         | Meeting   | 100 m (détails)         | 200 (détails)            | 400 m (détails)           | 800 m (détails)                  | 1 500 m / Mile (détails)      | 5 000 m (détails)              | 110 m h. (détails)    | 400 m haies (détails)    | 3 000 m st. (détails)             |
| 1         | Doha      | Asafa Powell 9 s 81     | –                        | –                         | David Rudisha 1 min 43 s 00      | –                             | Eliud Kipchoge 12 min 51 s 22  | –                     | Bershawn Jackson 48.66   | Ezekiel Kemboi 8 min 06 s 28      |
| 2         | Shanghai  | –                       | Usain Bolt 19 s 76       | Jeremy Wariner 45 s 41    | –                                | Augustine Choge 3 min 32 s 20 | –                              | David Oliver 12 s 99  | –                        | –                                 |
| 3         | Oslo      | Asafa Powell 9 s 72     | –                        | –                         | David Rudisha 1 min 42 s 04      | Asbel Kiprop 3 min 49 s 56    | Imane Merga 12 min 53 s 81     | –                     | Kerron Clement 48 s 12   | –                                 |
| 4         | Rome      | –                       | Walter Dix 19 s 86       | Jeremy Wariner 44 s 73    | –                                | –                             | Imane Merga 13 min 00 s 12     | Dayron Robles 13 s 14 | –                        | –                                 |
| 5         | New York  | Richard Thompson 9 s 89 | –                        | –                         | Mbulaeni Mulaudzi 1 min 44 s 38  | –                             | –                              | –                     | Kerron Clement 47 s 86   | Paul Kipsiele Koech 8 min 10 s 43 |
| 6         | Eugene    | –                       | Walter Dix 19 s 72       | –                         | –                                | Asbel Kiprop 3 min 49 s 75    | Tariku Bekele 12 min 58 s 93   | David Oliver 12 s 90  | –                        | –                                 |
| 7         | Lausanne  | –                       | Walter Dix 19 s 86       | Jeremy Wariner 44 s 57    | David Rudisha 1 min 43 s 25      | –                             | –                              | –                     | Bershawn Jackson 47 s 62 | Brimin Kipruto 8 min 01.62        |
| 8         | Gateshead | –                       | Walter Dix 20 s 26       | –                         | –                                | Asbel Kiprop 3 min 33 s 34    | Vincent Chepkok 13 min 00 s 20 | –                     | –                        | Linus Chumba 8 min 19 s 72        |
| 9         | Paris     | Usain Bolt 9 s 84       | –                        | Jeremy Wariner 44 s 49    | Abubaker Kaki 1 min 43 s 50      | –                             | –                              | David Oliver 12 s 89  | –                        | Brimin Kipruto 8 min 00 s 90      |
| 10        | Monaco    | –                       | Tyson Gay 19 s 72        | Jermaine Gonzales 44 s 40 | –                                | Silas Kiplagat 3 min 29 s 27  | –                              | David Oliver 13 s 01  | –                        | –                                 |
| 11        | Stockholm | Tyson Gay 9 s 84        | –                        | –                         | Marcin Lewandowski 1 min 45 s 06 | –                             | Mark Kiptoo 12 min 53 s 46     | –                     | Bershawn Jackson 47 s 65 | –                                 |
| 12        | Londres   | Tyson Gay 9 s 78        | –                        | Jeremy Wariner 44 s 67    | –                                | –                             | –                              | David Oliver 13 s 06  | Bershawn Jackson 48 s 12 | Paul Kipsiele Koech 8 min 17 s 70 |
| 13        | Zürich    | –                       | Wallace Spearmon 19 s 79 | Jeremy Wariner 44 s 13    | –                                | –                             | Tariku Bekele 12 min 55 s 03   | David Oliver 12 s 93  | –                        | Ezekiel Kemboi 8 min 01 s 74      |
| 14        | Bruxelles | Tyson Gay 9 s 79        | –                        | –                         | David Rudisha 1 min 43 s 51      | Asbel Kiprop 3 min 32 s 18    | –                              | –                     | Bershawn Jackson 47 s 85 | –                                 |
|           |           |                         |                          |                           |                                  |                               |                                |                       |                          |                                   |
| Vainqueur | Vainqueur | Tyson Gay               | Wallace Spearmon         | Jeremy Wariner            | David Rudisha                    | Asbel Kiprop                  | Imane Merga                    | David Oliver          | Bershawn Jackson         | Paul Kipsiele Koech               |

#### Concours
| #         | Meeting   | Saut en longueur (détails) | Triple saut (détails)      | Saut en hauteur (détails) | Saut à la perche (détails) | Lancer du poids (détails)  | Lancer du disque (détails) | Lancer du javelot (détails) |
| 1         | Doha      | –                          | Alexis Copello 17,47 m     | –                         | –                          | Christian Cantwell 21,82 m | –                          | –                           |
| 2         | Shanghai  | Fabrice Lapierre 8,30 m    | –                          | Sylwester Bednarek 2,24 m | Malte Mohr 5,70 m          | –                          | Zoltán Kővágó 69,69 m      | -                           |
| 3         | Oslo      | –                          | –                          | –                         | Renaud Lavillenie 5,80 m   | Christian Cantwell 21,31 m | –                          | Andreas Thorkildsen 86,00 m |
| 4         | Rome      | Dwight Phillips 8,42 m     | –                          | –                         | –                          | Christian Cantwell 21,67 m | Piotr Małachowski 68,78 m  | –                           |
| 5         | New York  | –                          | Teddy Tamgho 17,98 m       | Linus Thörnblad 2,30 m    | Renaud Lavillenie 5,70 m   | –                          | –                          | Andreas Thorkildsen 87,02 m |
| 6         | Eugene    | Irving Saladino 8,46 m     | –                          | –                         | –                          | Christian Cantwell 22,41 m | Piotr Małachowski 67,66 m  | –                           |
| 7         | Lausanne  | –                          | –                          | Ivan Ukhov 2,33 m         | Renaud Lavillenie 5,85 m   | –                          | –                          | Andreas Thorkildsen 87,03 m |
| 8         | Gateshead | Fabrice Lapierre 8,20 m    | Phillips Idowu 17,38 m     | Linus Thörnblad 2,29 m    | –                          | –                          | Piotr Małachowski 69,83 m  | –                           |
| 9         | Paris     | –                          | Arnie David Giralt 17,49 m | –                         | Renaud Lavillenie 5,91 m   | –                          | –                          | Andreas Thorkildsen 87,50 m |
| 10        | Monaco    | Dwight Phillips 8,46 m     | –                          | Ivan Ukhov 2,34 m         | –                          | –                          | Gerd Kanter 67,81 m        | –                           |
| 11        | Stockholm | –                          | Teddy Tamgho 17,36 m       | –                         | –                          | Christian Cantwell 22,09 m | –                          | Tero Pitkämäki 84,41 m      |
| 12        | Londres   | Dwight Phillips 8,18 m     | Christian Olsson 17,41 m   | Ivan Ukhov 2,29 m         | Łukasz Michalski 5,71 m    | Reese Hoffa 21,44 m        | Gerd Kanter 67,82 m        | Andreas Thorkildsen 87,38 m |
| 13        | Zürich    | Dwight Phillips 8,20 m     | –                          | Ivan Ukhov 2,29 m         | –                          | –                          | Robert Harting 68,84 m     | –                           |
| 14        | Bruxelles | –                          | Teddy Tamgho 17,52 m       | –                         | Malte Mohr 5,85 m          | Reese Hoffa 22,16 m        | –                          | Andreas Thorkildsen 89,88 m |
|           |           |                            |                            |                           |                            |                            |                            |                             |
| Vainqueur | Vainqueur | Dwight Phillips            | Teddy Tamgho               | Ivan Ukhov                | Renaud Lavillenie          | Christian Cantwell         | Piotr Małachowski          | Andreas Thorkildsen         |

### Femmes

#### Courses
| #         | Meeting   | 100 m (détails)                 | 200 (détails)                   | 400 m (détails)           | 800 m (détails)                | 1 500 m / Mile (détails)         | 3 000 m / 5 000 m (détails)     | 100 m h. (détails)              | 400 m haies (détails)   | 3 000 m st. (détails)          |
| 1         | Doha      | –                               | Kerron Stewart 22 s 34          | Allyson Felix 50 s 15     | –                              | Nancy Jebet Langat 4 min 01 s 64 | –                               | Lolo Jones 12 s 63              | –                       | –                              |
| 2         | Shanghai  | Carmelita Jeter 11 s 09         | –                               | –                         | Janeth Jepkosgei 2 min 01 s 06 | –                                | Sentayehu Ejigu 14 min 30 s 96  | –                               | Lashinda Demus 53 s 34  | Gladys Kipkemoi 9 min 16 s 82  |
| 3         | Oslo      | –                               | Carmelita Jeter 22 s 54         | Amantle Montsho 50 s 34   | –                              | –                                | –                               | Lolo Jones 12 s 66              | –                       | Milcah Cheywa 9 min 12 s 66    |
| 4         | Rome      | Lashauntea Moore 11 s 04        | –                               | –                         | Halima Hachlaf 1 min 58 s 40   | –                                | –                               | –                               | Lashinda Demus 52 s 82  | Milcah Cheywa 9 min 11 s 71    |
| 5         | New York  | –                               | Veronica Campbell-Brown 21 s 98 | –                         | -                              | Nancy Langat 4 min 01 s 60       | Tirunesh Dibaba 15 min 11 s 34  | Lolo Jones 12 s 55              | –                       | –                              |
| 6         | Eugene    | Veronica Campbell-Brown 10 s 78 | –                               | Allyson Felix 50 s 27     | Mariya Savinova 1 min 57 s 56  | –                                | –                               | –                               | Lashinda Demus 53 s 03  | Milcah Cheywa 9 min 26 s 70    |
| 7         | Lausanne  | Carmelita Jeter 10 s 99         | –                               | –                         | –                              | Gelete Burka 3 min 59 s 28       | –                               | Priscilla Lopes-Schliep 12 s 56 | –                       | –                              |
| 8         | Gateshead | Carmelita Jeter 10 s 95         | –                               | Shericka Williams 50 s 44 | Alysia Johnson 1 min 59 s 84   | –                                | –                               | –                               | Kaliese Spencer 54 s 10 | –                              |
| 9         | Paris     | –                               | Allyson Felix 22 s 14           | –                         | –                              | Anna Alminova 3 min 57 s 65      | Vivian Cheruiyot 14 min 27 s 41 | –                               | –                       | –                              |
| 10        | Monaco    | Carmelita Jeter 10 s 82         | –                               | –                         | Alysia Johnson 1 min 57 s 34   | –                                | –                               | –                               | Kaliese Spencer 53 s 63 | –                              |
| 11        | Stockholm | –                               | Allyson Felix 22 s 41           | Tatyana Firova 50 s 46    | –                              | Nancy Langat 4 min 00 s 70       | –                               | Sally Pearson 12 s 57           | –                       | Yuliya Zarudneva 9 min 17 s 59 |
| 12        | Londres   | –                               | Allyson Felix 22 s 37           | Allyson Felix 50 s 79     | Mariya Savinova 1 min 58 s 64  | Nancy Jebet Langat 4 min 07 s 60 | Tirunesh Dibaba 14 min 36 s 41  | Priscilla Lopes-Schliep 12 s 52 | Kaliese Spencer 53 s 78 | Milcah Cheywa 9 min 22 s 49    |
| 13        | Zürich    | Veronica Campbell-Brown 10 s 89 | –                               | Allyson Felix 50 s 37     | –                              | Nancy Langat 4 min 01 s 01       | –                               | –                               | Kaliese Spencer 53 s 33 | –                              |
| 14        | Bruxelles | –                               | Allyson Felix 22 s 62           | –                         | Janeth Jepkosgei 1 min 58 s 82 | –                                | Vivian Cheruiyot 14 min 34 s 13 | Priscilla Lopes-Schliep 12 s 54 | –                       | Sofia Assefa 9 min 20 s 72     |
|           |           |                                 |                                 |                           |                                |                                  |                                 |                                 |                         |                                |
| Vainqueur | Vainqueur | Carmelita Jeter                 | Allyson Felix                   | Allyson Felix             | Janeth Jepkosgei               | Nancy Langat                     | Vivian Cheruiyot                | Priscilla Lopes-Schliep         | Kaliese Spencer         | Milcah Cheywa                  |

#### Concours
| #         | Meeting   | Saut en longueur (détails) | Triple saut (détails)     | Saut en hauteur (détails) | Saut à la perche (détails) | Lancer du poids (détails) | Lancer du disque (détails) | Lancer du javelot (détails) |
| 1         | Doha      | –                          | –                         | Blanka Vlašić 1,98 m      | Silke Spiegelburg 4,70 m   | –                         | Yarelis Barrios 64,90 m    | Maria Abakumova 68,89 m     |
| 2         | Shanghai  | –                          | Olga Rypakova 14,89 m     | –                         | –                          | Nadzeya Astapchuk 20,70 m | –                          | –                           |
| 3         | Oslo      | Olga Kucherenko 6,91 m     | –                         | Blanka Vlašić 2,01 m      | –                          | –                         | Nadine Müller 63,93 m      | –                           |
| 4         | Rome      | –                          | Yargelis Savigne 14,74 m  | Blanka Vlašić 2,03 m      | Fabiana Murer 4,70 m       | –                         | –                          | Barbora Špotáková 68,66 m   |
| 5         | New York  | Brianna Glenn 6,78 m       | –                         | –                         | -                          | Valerie Vili 19,93 m      | Sandra Perković 61,96 m    | –                           |
| 6         | Eugene    | –                          | Nadezhda Alekhina 14,62 m | –                         | Fabiana Murer 4,58 m       | –                         | –                          | Kara Patterson 65,90 m      |
| 7         | Lausanne  | Brittney Reese 6,94 m      | Yargelis Savigne 14,99 m  | –                         | –                          | –                         | Yarelis Barrios 65,92 m    | –                           |
| 8         | Gateshead | –                          | –                         | –                         | Svetlana Feofanova 4,71 m  | Nadzeya Astapchuk 20,57 m | –                          | Sunette Viljoen 64,32 m     |
| 9         | Paris     | Brittney Reese 6,73 m      | –                         | Blanka Vlašić 2,02 m      | –                          | Nadzeya Astapchuk 20,78 m | Yarelis Barrios 65,53 m    | –                           |
| 10        | Monaco    | –                          | Yargelis Savigne 15,09 m  | –                         | Fabiana Murer 4,80 m       | Nadzeya Astapchuk 20,23 m | –                          | Barbora Špotáková 65,76 m   |
| 11        | Stockholm | Darya Klishina 6,78 m      | –                         | Blanka Vlašić 2,02 m      | Svetlana Feofanova 4,71 m  | –                         | –                          | –                           |
| 12        | Londres   | Darya Klishina 6,65 m      | Yargelis Savigne 14,86 m  | Blanka Vlašić 2,01 m      | –                          | Nadzeya Astapchuk 20,27 m | Yarelis Barrios 65,62 m    | Barbora Špotáková 63,50 m   |
| 13        | Zürich    | Brittney Reese 6,89 m      | –                         | –                         | Fabiana Murer 4,81 m       | Nadzeya Astapchuk 20,63 m | –                          | Christina Obergföll 67,31 m |
| 14        | Bruxelles | –                          | Olga Rypakova 14,80 m     | Blanka Vlašić 2,00 m      | –                          | –                         | Sandra Perković 66,93 m    | –                           |
|           |           |                            |                           |                           |                            |                           |                            |                             |
| Vainqueur | Vainqueur | Brittney Reese             | Yargelis Savigne          | Blanka Vlašić             | Fabiana Murer              | Nadzeya Astapchuk         | Yarelis Barrios            | Barbora Špotáková           |

## Légende
Records et Performances
- AR : Record continental (area record)
- CR : Record des championnats (championship record)
- MR : Record du meeting (meet record)
- NR : Record national (national record)
- OR : Record olympique (olympic record)
- PR : Record paralympique (paralympic record)
- PB : Record personnel (personal best)
- SB : Meilleure performance personnelle de la saison (season's best)
- WL : Meilleure performance mondiale de l'année (world leader)
- WJR : Record du monde junior (world junior record)
- WR : Record du monde (world record)

Circonstances et Conditions
- DNF : N'a pas terminé (did not finish)
- DNS : N'a pas pris le départ (did not start)
- DQ : Disqualification (disqualification)
- NM : Aucun essai valable enregistré (No Mark)
- Q : Qualifié « directement » au prochain tour (ou à la prochaine compétition), lors d'une compétition majeure, grâce au classement ou à la réalisation des minima (automatic qualifier)
- q : Qualifié au prochain tour (ou à la prochaine compétition), lors d'une compétition majeure, grâce au repêchage ou à la réalisation de l'une des meilleures performances parmi celles des « non qualifiés directement » (grâce au meilleur temps ou à la meilleure distance par exemple) (secondary qualifier)